# Hampetorp
Hampetorp est une localité de Suède dans la commune d'Örebro située dans le comté d'Örebro.
Sa population était de 306 habitants en 2019.